# Sambuca (liquore)
La sambuca è un liquore dolce italiano, di gradazione alcolica dai 38 ai 42 gradi, la cui base essenziale viene realizzata con alcool, acqua, zucchero e oli essenziali della varietà di anice stellato e successivamente elaborata tramite l'uso di varie erbe naturali in numero variabile, che fungono da agenti aromatizzanti del liquore stesso.

## Descrizione
La base della sambuca è costituita dagli oli essenziali ricavati dalla distillazione a vapore di anice stellato (e/o anice verde) e finocchio. Tali ingredienti, attraverso la distillazione, conferiscono al liquore un forte profumo di anice. Contiene anche estratti di fiore di sambuco bianco, nonché in alcune preparazioni, timo, menta piperita, genziana, ecc. Gli olii così ottenuti vengono poi macerati e infusi in alcool allo stato puro il tutto addizionato da una soluzione concentrata di zucchero e altri aromi naturali. La sambuca è quindi un liquore dolce e vellutato, dalla consistenza viscosa e oleosa, dai sapori intensi e delicati, con gradazioni basse e molto forti e dall'aspetto assolutamente trasparente e incolore. Al contatto con il palato rimane liscia con sprazzi arcigni.

## Storia
Sambuca deriva dal nome della pianta (sambuco) da cui si ricava l'estratto. L'etimologia di sambuco (latino sambūcus o sābūcus, già attestato in Plinio) è incerta ma probabilmente d'origine non indoeuropea. Si pensa che possa derivare da una forma mediterranea (egea) *saba, "acqua", con il significato di "pianta che vive nell'acqua" o "con l'acqua" (?) che si ritrova anche nel daco seba "sambuco".
La ricetta originale della sambuca trae probabilmente origine dalla tradizione erboristica certosina un tempo nota per le bevande alcoliche e per i preparati medicamentosi. 
La sambuca fu commercializzata alla fine del XIX secolo a Civitavecchia da Luigi Manzi con il nome di Sambuca Manzi appunto, ancora oggi prodotta. Fu poi lanciata a livello internazionale da Angelo Molinari a partire dal 1945, a guerra appena finita, con il nome di "Sambuca Extra Molinari". La ditta era gestita da Mafalda Molinari.
Poi la direzione passò ad Antonio Molinari. In seguito diventano amministratori delegati i nipoti del fondatore, Mario e Angelo (anche la terza nipote, Inge, entra nel consiglio di amministrazione).
Come scriveva Luigi Manzi: "Produco un'anisetta fine che fa ottimamente allo stomaco dopo il pasto che si chiama Sambuca per via dei sambuchelli, gli acquaioli delle parti mie che vanno nei campi a dissetare i contadini recando loro acqua e anice".

## Degustazione
La sambuca può essere servita liscia, come ammazzacaffè o semplicemente come drink; possono essere aggiunti uno o due chicchi di caffè come ornamento, la cosiddetta "mosca", che masticata mentre si beve ne esalta il gusto. Può essere servita, invece, con ghiaccio, con uno o due chicchi di caffè come ornamento. Può essere utilizzata come correzione per il caffè; se bevuta con aggiunta di acqua fredda è anche chiamata "con il fantasma" in quanto aggiungendo acqua la sambuca diventa bianco opaco somigliando a fumo.

### Flambé (o "a soffietto" o "Bum Bum")

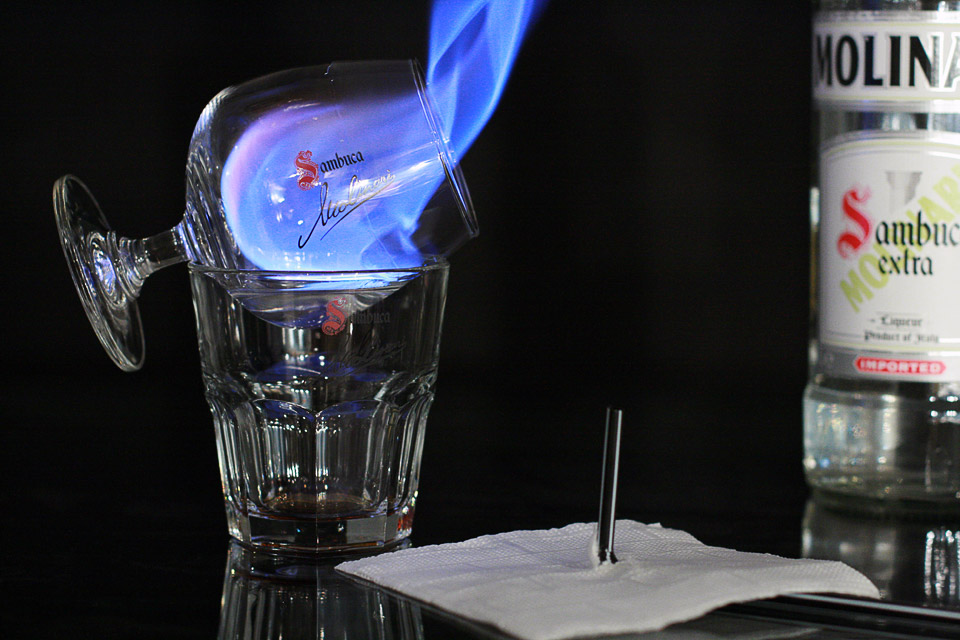
Sambuca Flambé

Utilizzare un bicchierino stretto, accendere la sambuca in superficie, tappare il bicchiere con il palmo della mano finché la fiamma si spegne e il bicchiere si attacca al palmo della mano a causa della pressione negativa creatasi tra il bicchiere e la mano. Verificato che il bicchiere è attaccato bene, agitare per qualche secondo. Staccare la mano e bere tutto di un fiato. Tappare di nuovo il bicchiere, creare un piccolo spazio spostando la mano e con la bocca aspirarne l'essenza rimasta nel bicchiere (il cosiddetto "soffietto").
Nei locali dell'ex-URSS, specialmente in Russia e Ucraina, è molto diffusa la seguente variante della sambuca flambé: il cameriere fiammeggia la sambuca in un bicchiere da brandy e poi la versa ancora in fiamme in un secondo bicchiere più aperto, tipo tumbler. Mentre il cliente beve la sambuca tutta d'un fiato il cameriere capovolge il primo bicchiere e lo appoggia su un tovagliolo di carta dove è stata fatta passare attraverso una cannuccia, da cui poi il cliente sniffa i vapori di alcool.

### Cocktail a base di sambuca
Diverse sono le ricette nei cui ingredienti compare la sambuca come base più dolce in alternativa ai classici gin e vodka, molto spesso in versione tonic o fizz usando però la cola al posto della soda.
Nei rifugi sulle montagne abruzzesi si usa preparare uno shot ("cicchetto") composto per metà da sambuca e metà Centerba (tipico liquore abruzzese); il nome del cicchetto è "SdraiaVacche", per le ovvie conseguenze della sua bevuta.

## Galleria d'immagini

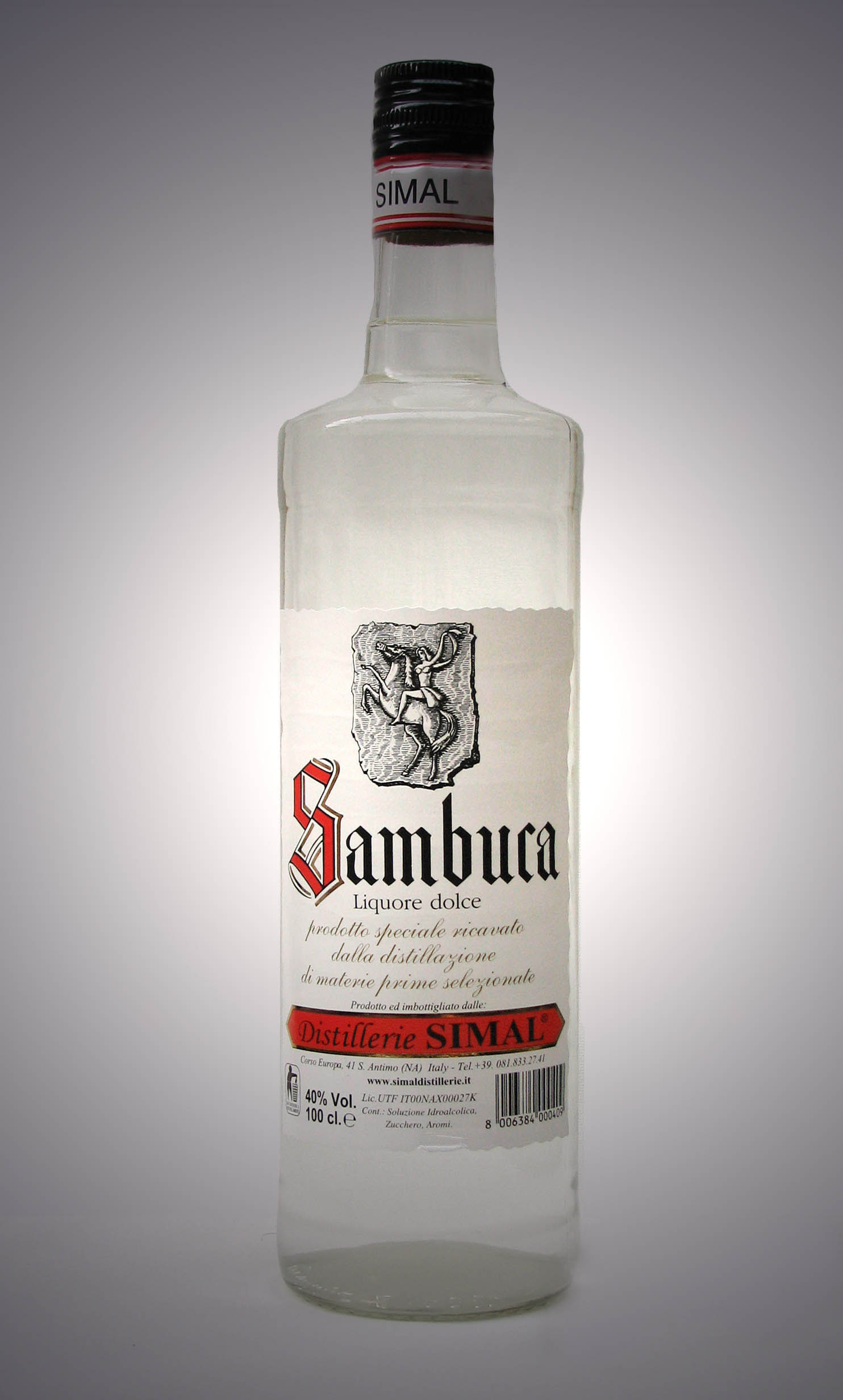
Sambuca SIMAL
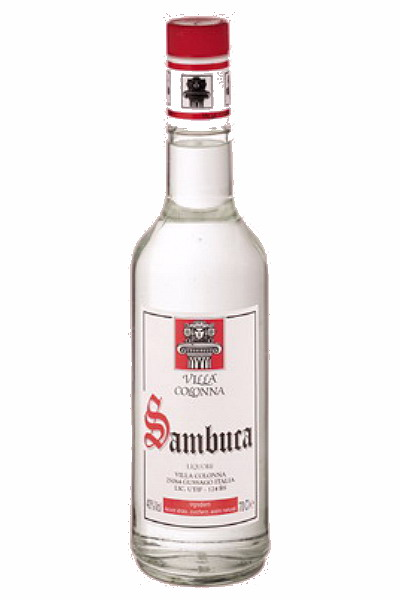
Sambuca Villa Colonna classica Kristal
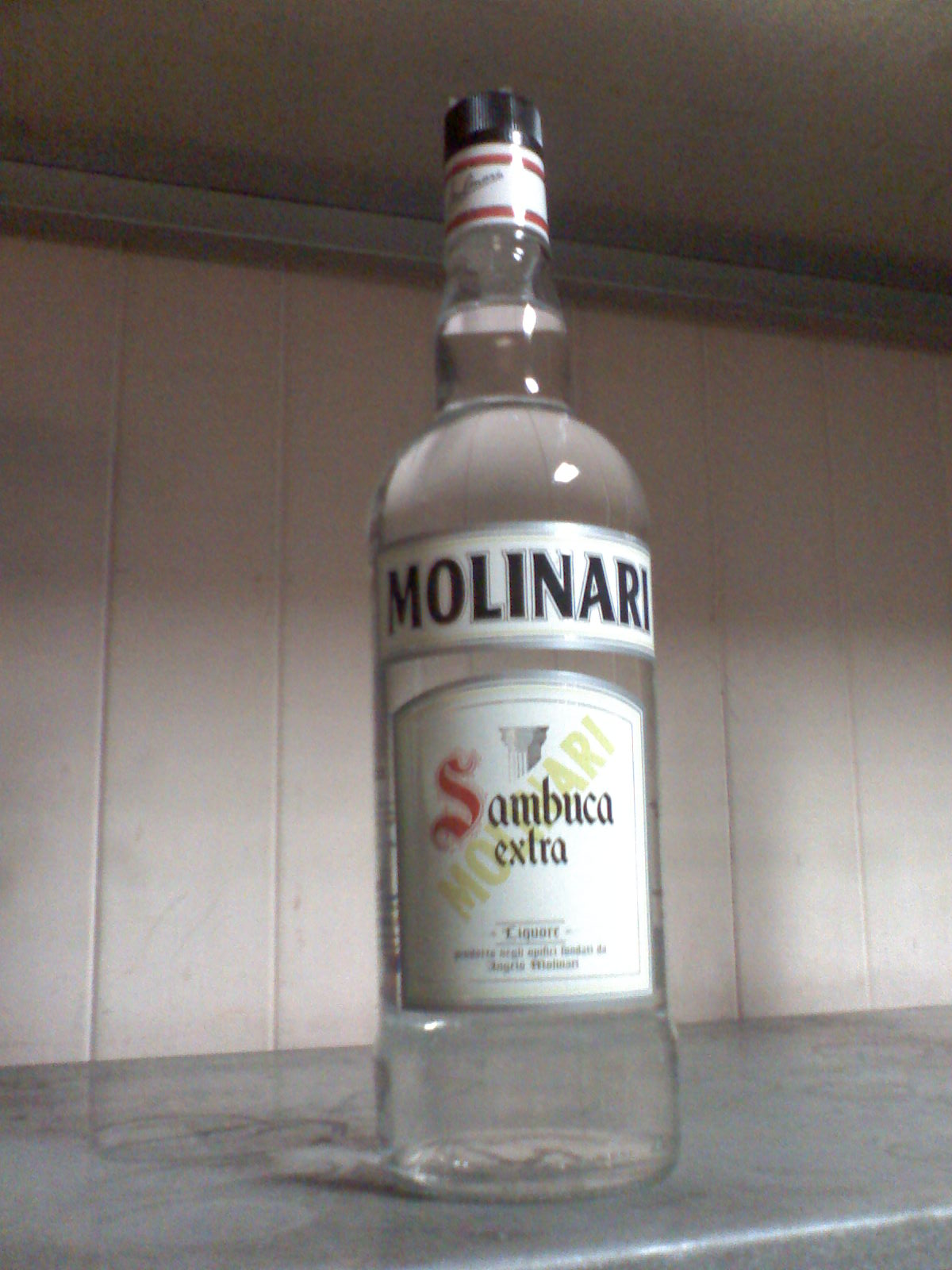
Sambuca Molinari
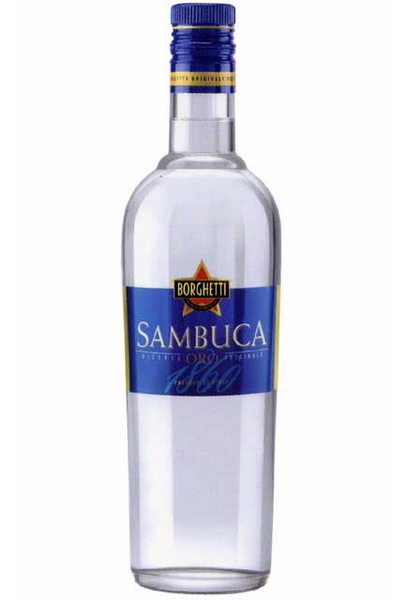
Sambuca Borghetti
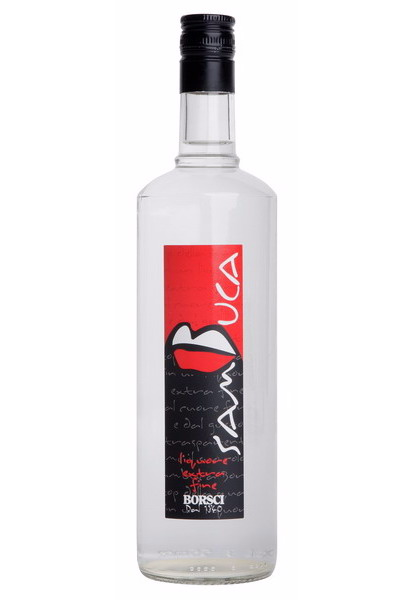
Sambuca Borsci
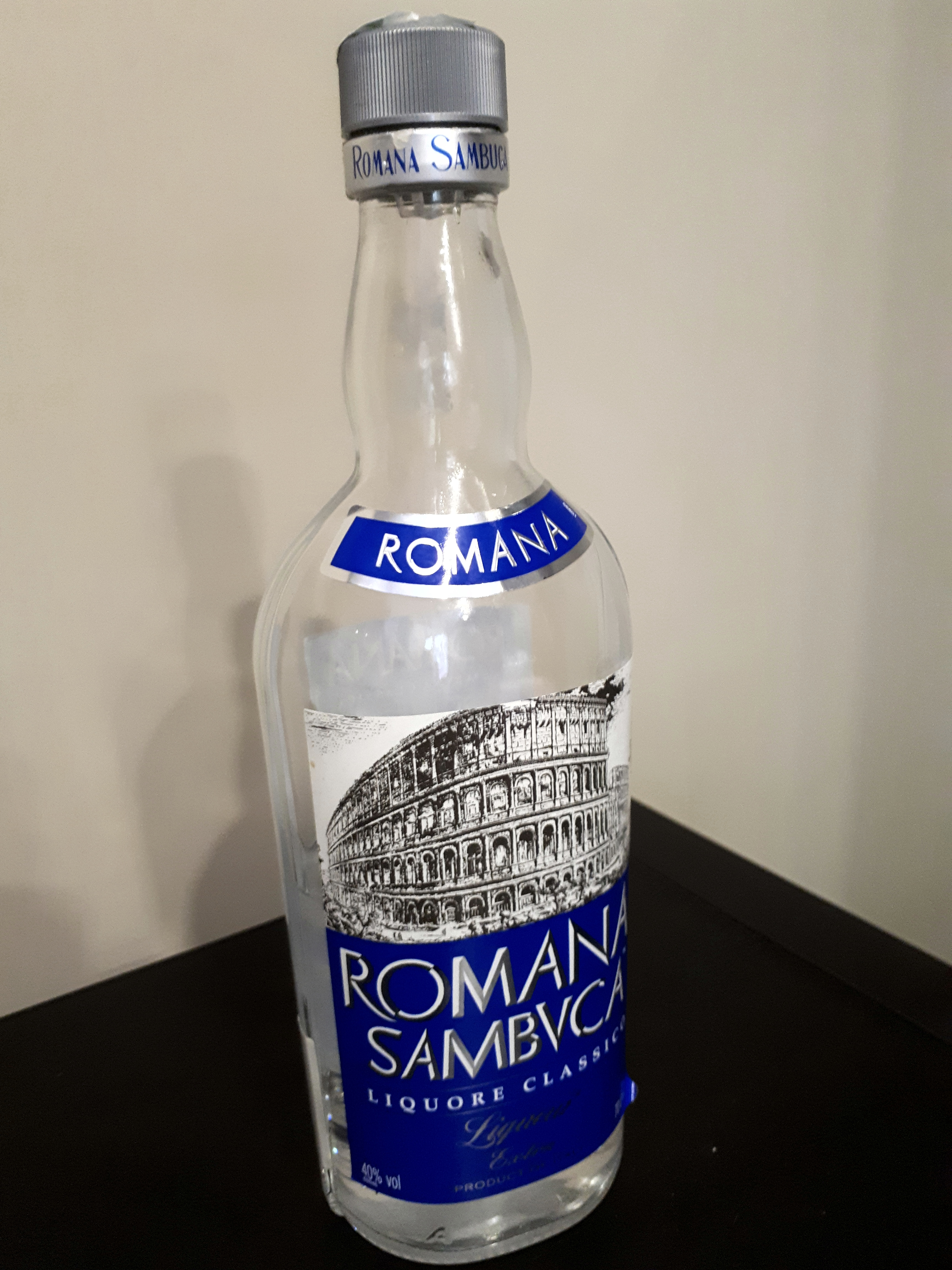
Romana Sambuca

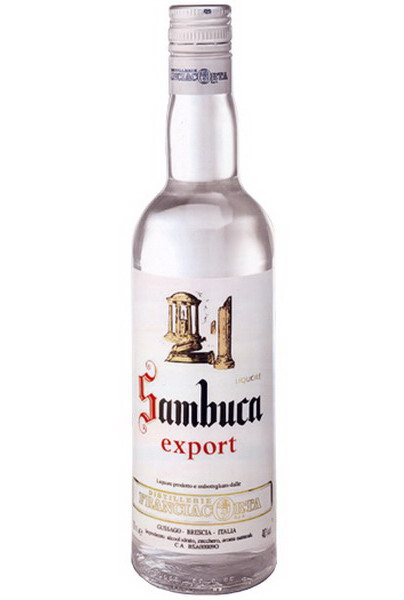
Sambuca Franciacorta
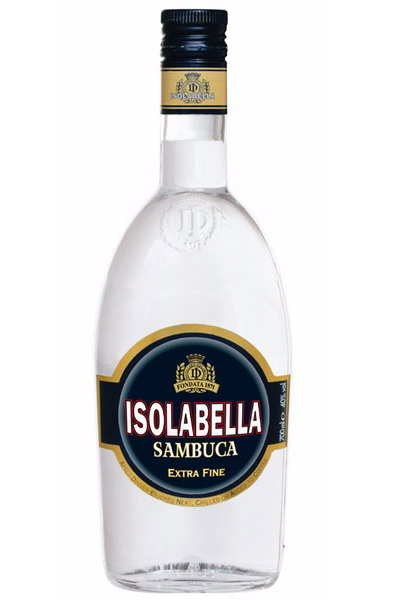
Sambuca Isolabella
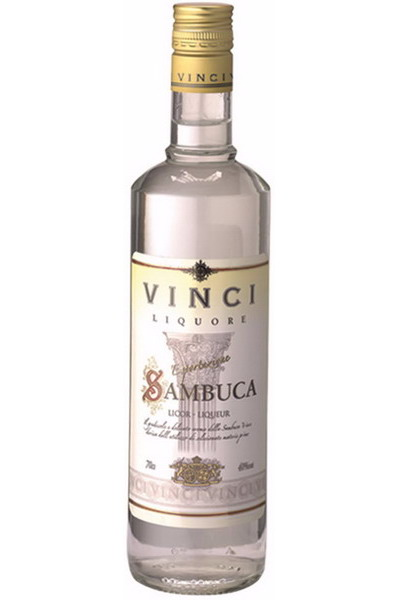
Sambuca Vinci
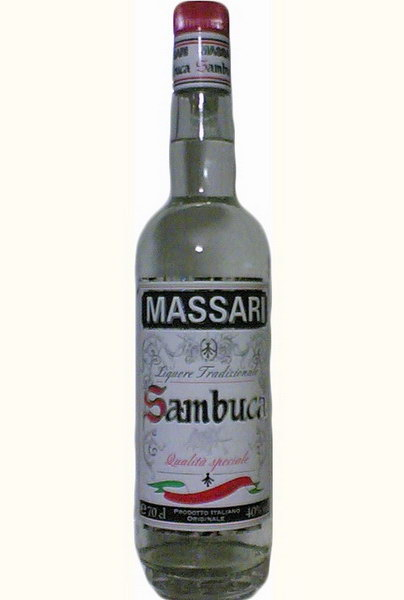
Sambuca Massari
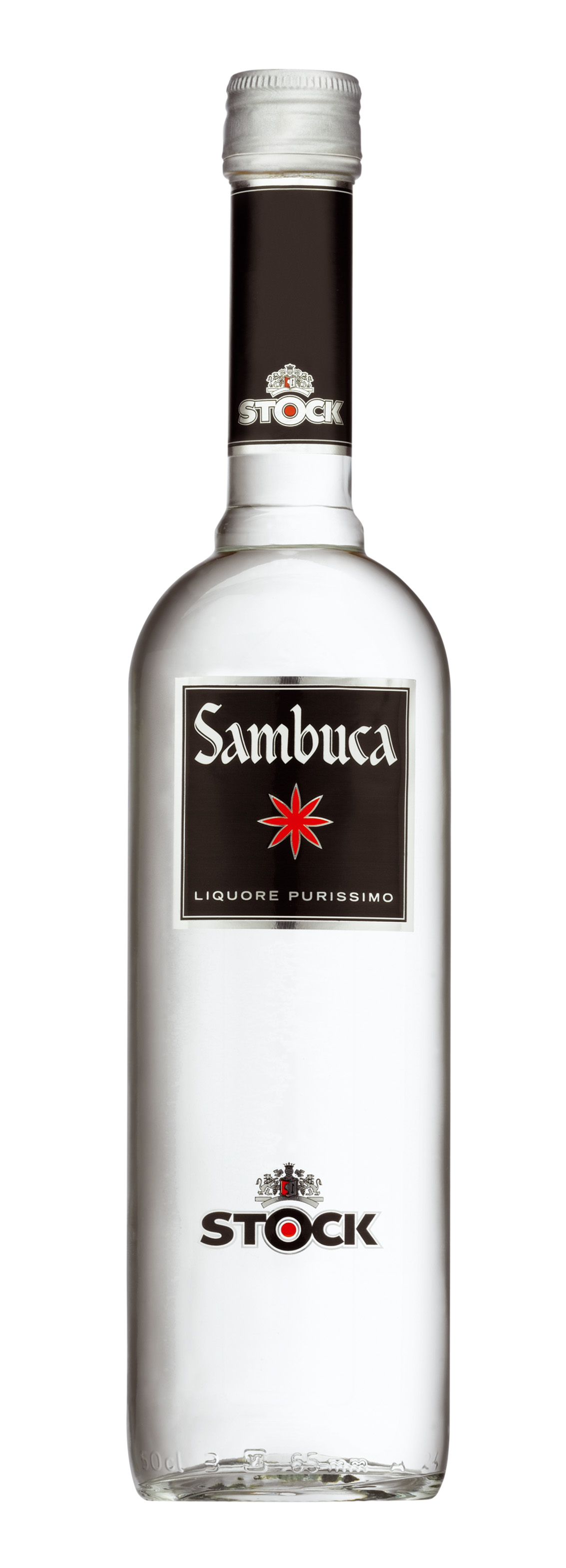
Sambuca Stock

## Liquori simili
La sambuca è solo uno dei tanti liquori a base di anice prodotti soprattutto nell'area mediterranea.
I più famosi sono:
- Licor de anís, Spagna
- Ouzo, Grecia
- Pastis, Francia
- Rakia, Albania
- Arak, Siria Libano e Israele
- Rakı, Turchia
- Tutone, Sicilia
- Mistrà, Marche, Lazio, Umbria
- Anisetta, Marche
- Varnelli, Marche
- Sassolino, Sassuolo
- Assenzio, Francia, Svizzera Romanda (è un distillato di varie erbe tra cui anice, ma non un liquore a base di anice)
- Aguardiente, Colombia